# Demografía de la República Centroafricana

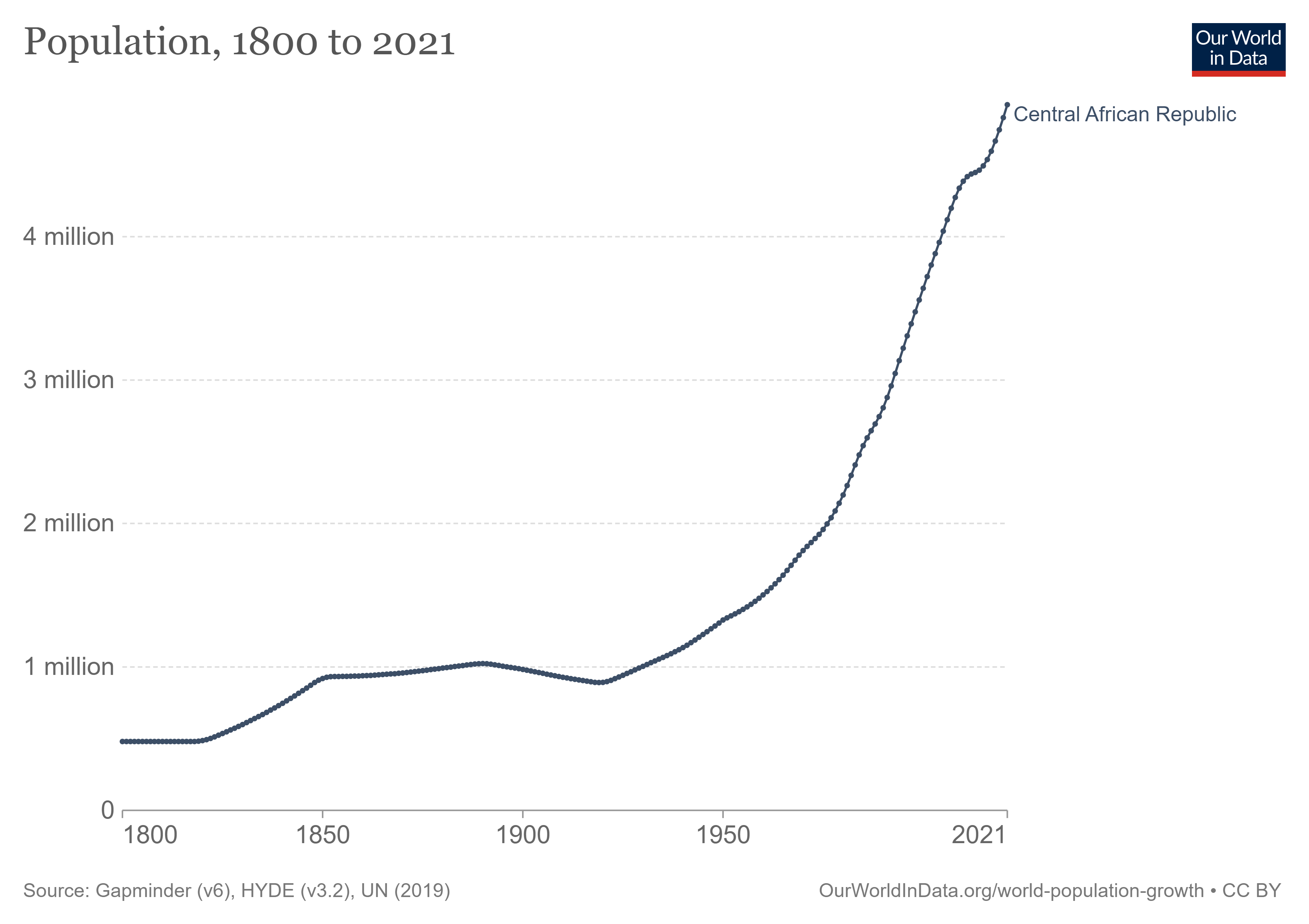
Evolución demográfica de la República Centroafricana.

Existen más de 80 grupos étnicos en la República Centroafricana, cada uno con su propio lenguaje. Cerca del 50% son Baya-Mandjia y 40% Banda (la mayoría ubicados en la parte norte y central del país) y 7% son M'Baka (en el suroeste del país).
El Sangho, idioma de un pequeño grupo sobre el río Oubangui, es el idioma nacional hablado por la mayoría de los centroafricanos. Sólo una pequeña parte de la población tiene un conocimiento elemental del francés, el idioma oficial.
Más del 55% de la población vive en áreas rurales. Las principales zonas de agricultura están alrededor de Bossangoa y Bambari. Bangui, Berbérati, Bangassou, y Bossangoa son los centros urbanos más densamente poblados.

## Datos demográficos de CIA World Factbook

### Población
3.799.897
Nota: Las estimaciones para este país toman en cuenta explícitamente los efectos de mortandad debido al VIH/SIDA: esto puede resultar en una menor expectativa de vida, mayores tasas de mortalidad y mortalidad infantil, menor población y tasa de crecimiento y cambios en la distribución de la población por edad y sexo que serían diferentes de otra manera. (July 2005 est.)

### Estructura etaria
0-14 años: 42,5% (hombres 813.596/mujeres 802.728)
15-64 años: 54% (hombres 1.010.696/mujeres 1.041.903)
65 y más años: 3.4% (hombres 54,345/mujeres 76,629) (2005 est.)

### Edad promedio
Total: 18,12 años
hombres: 17,75 años
mujeres: 18,5 años (2005 est.)

### Tasa de crecimiento poblacional
1,49% (2005 est.)

### Tasa de natalidad
35,17 nacimientos/1.000 habitantes (2005 est.)

### Tasa de mortalidad
20,27 muertes/1.000 habitantes (2005 est.)

### Tasa neta de migración
0 migrantes/1.000 habitantes (2005 est.)

### Distribución por sexo
Al nacer: 1,03 hombres/mujeres
Menos de 15 años: 1,01 hombres/mujeres
15-64 años: 0,97 hombres/mujeres
65 años y más: 0,71 hombres/mujeres
Total de la población: 0,98 hombres/mujeres (2005 est.)

### Tasa de mortalidad infantil
Total: 91 muertes/1.000 nacimientos vivos
hombres: 97,84 muertes/1.000 nacimientos vivos
mujeres: 83,96 muertes/1.000 nacimientos vivos (2005 est.)

### Expectativa de vida al nacer
Total de la población: 4,01 años
hombres: 39,21 años
mujeres: 42,86 años (2005 est.)

### Tasa de fertilidad
4,5 niños nacidos/mujer (2005 est.)

### HIV/AIDS
Tasa de prevalencia en adultos: 13,5% (2003 est.)
Personas viviendo con HIV/AIDS: 260.000 (2003 est.)
Muertes: 23.000 (2003 est.)

### Principales enfermedades infecciosas
Grado de riesgo: Muy alto
Enfermedades transmitidas en comida o agua: diarrea causada por bacterias, hepatitis A y fiebre tifoidea
Enfermedades vectorborne: malaria
Enfermedades respiratorias: meningitis (2004)

### Grupos étnicos
Baya 33%, Banda 27%, Mandjia 13%, Sara 10%, Mboum 7%, M'Baka 4%, Yakoma 4%, otros 2%

### Religiones
Creencias indígenas 35%, protestantes 25%, católicos 25%, musulmanes 15%
Nota: las creencias y prácticas animistas influyen fuertemente las creencias cristianas

### Idiomas
Idioma francés (oficial), Sangho (idioma nacional), idiomas tribales

### Alfabetismo
Definición: personas de 15 años y más que pueden leer y escribir
Total de la población: 51%
hombres: 63,3%
mujeres: 39,9% (2003 est.)
- Wikimedia Commons alberga una categoría multimedia sobre Demografía de la República Centroafricana.

- Datos: Q2737061
- Multimedia: Demographics of the Central African Republic / Q2737061